# Comitato della Libertà
Der Comitato della Libertà (CdL; deutsch Komitee der Freiheit) war ein Wahlbündnis der sozialistischen und der kommunistischen Partei in San Marino.
Der CdL war eine Vereinigung des Partito Comunista Sammarinese und des Partito Socialista Sammarinese, die 1945 und 1949 bei den Wahlen zum san-marinesischen Parlament (Consiglio Grande e Generale) mit einer gemeinsamen Liste antraten. Er erreichte bei beiden Wahlen die absolute Mehrheit und stellte alle Minister des von 1945 bis 1949 amtierenden 6. Kabinetts und des von 1949 bis 1951 amtierenden 7. Kabinetts.
| Wahl                | Wähleranteil | Mandate | Platz |
| ------------------- | ------------ | ------- | ----- |
| Parlamentswahl 1945 | 66,0 %       | 40 / 60 | 1     |
| Parlamentswahl 1949 | 57,7 %       | 35 / 60 | 1     |

Bei der folgenden Parlamentswahl 1951 traten PCS und PSS mit getrennten Listen an.